# Rogatki Jerozolimskie
Rogatki Jerozolimskie – dwie rogatki (pawilony rogatkowe), które znajdowały się na placu Zawiszy, u zbiegu Al. Jerozolimskich, ul. Towarowej i ul. Grójeckiej w Warszawie. Pawilony zostały rozebrane w 1942 roku.

## Historia

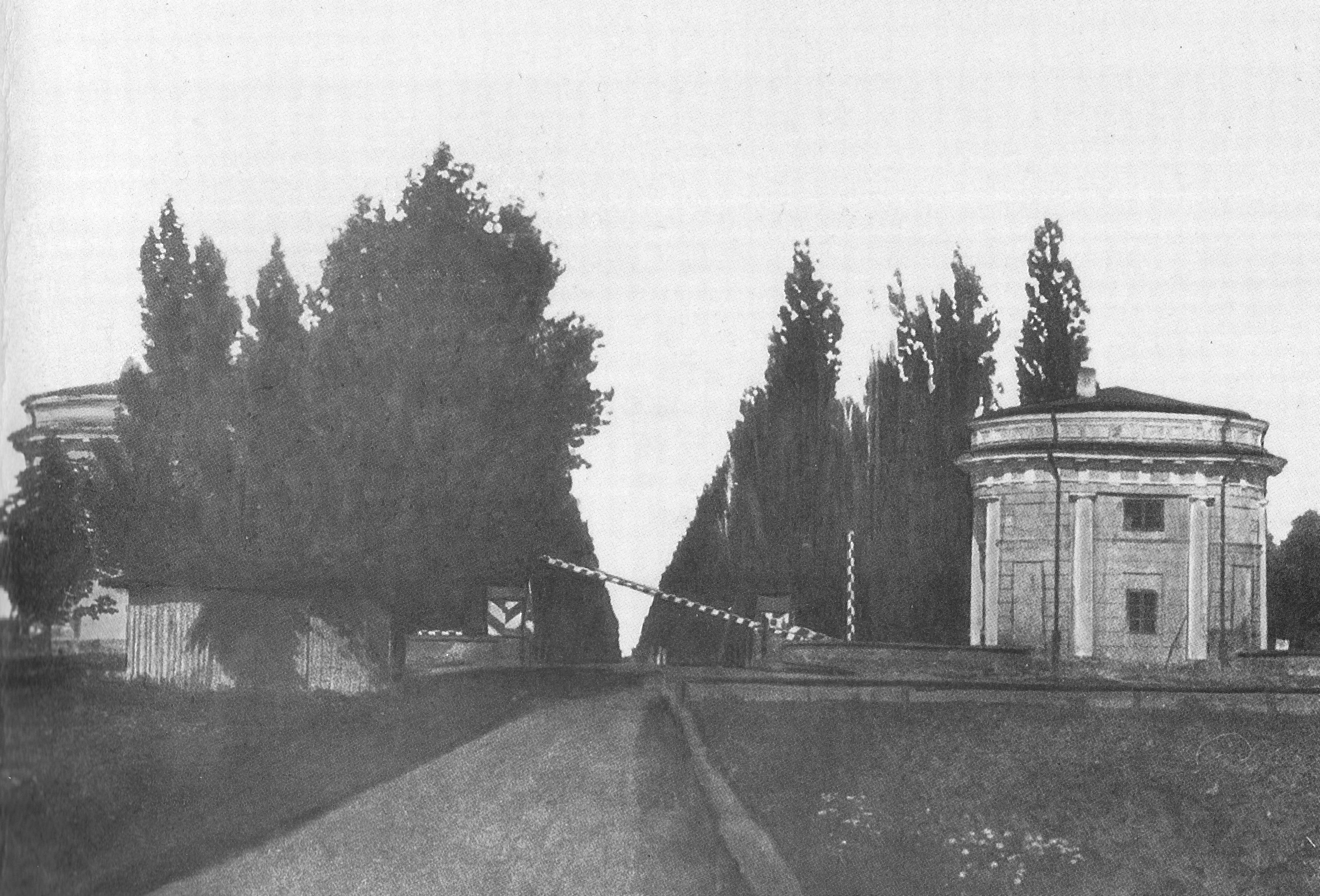
Rogatki Jerozolimskie ok. 1860

Pierwsze rogatki w Warszawie, Pradze i Golędzinowie powstały po 1770, tj. po tym, jak obszar ten został otoczony wałem ziemnym znanym jako okopy Lubomirskiego. Budynki rogatek były lokalizowane przy wale, u wylotu najważniejszych dróg. Pod koniec XVIII wieku w obecnych granicach Warszawy funkcjonowało 10 rogatek: Belwederskie, Czerniakowskie, Mokotowskie, Jerozolimskie, Wolskie, Powązkowskie, Marymonckie, Grochowskie, Ząbkowskie i Golędzinowskie.
Jedne z takich rogatek znajdowały się w miejscu, gdzie okopy Lubomirskiego przebijała droga będąca z jednej strony traktem Krakowskim (obecna ul. Grójecka), a z drugiej przedłużeniem ulicy Twardej. Wówczas był to obszar rolniczy, a w pobliżu biegła Droga Królewska – część Osi Stanisławowskiej, obsadzona topolami. Zaczęto nazywać je Jerozolimskimi w czasie istnienia żydowskiej osady Nowa Jerozolima. Osada ta znajdowała się na zachód od rogatek i istniała w latach 1774–1776. Mimo efemeryczności osady, nazwa rogatek i jej głównej ulicy utrzymała się.
W latach 1816–1823 w Warszawie wzniesiono nowe pawilony rogatkowe zaprojektowane przez Jakuba Kubickiego. Powstało wtedy 18 pawilonów w stylu klasycystycznym. Architekt ustawił je parami i nadał każdemu zespołowi inny wygląd. W jednym pawilonie urzędował dozorca policji (będący przedstawicielem Urzędu Municypalnego), a w drugim poborca podatkowy, który przyjmował opłaty za wjazd do miasta. Do czasów współczesnych zachowały się rogatki Grochowskie i Mokotowskie.
Nowe Rogatki Jerozolimskie wzniesiono w 1818 na planie koła. Były wśród najpóźniej ukończonych rogatek tego projektu i wyróżniały się kolistym rzutem. W 1823 doprowadzono tam od strony wschodniej nową szeroką arterię – Nową Drogę Jerozolimską (obecne Al. Jerozolimskie), stanowiącą przedłużenie dawnej Drogi Jerozolimskiej (prowadzącej od granicy miasta do Nowej Jerozolimy). Nowa droga była wyjątkowo prosta i była najszerszą ulicą Warszawy, obsadzoną kilkoma rzędami topól. W tym samym czasie zmodernizowano trakt Krakowski, a styk obu ulic ukształtowano w okrągły plac. Na placu tym zbiegały się również drogi biegnące pod wałem, późniejsze ulice Towarowa i Raszyńska. Okolice te nadal jednak pozostały niezabudowane, po stronie miejskiej zajmowane przez pola i ogrody, a po zewnętrznej przez umocnienia obronne, wyrobiska cegielniane i nieużytki.
W czasie obrony Warszawy we wrześniu 1831 rogatki były miejscem zaciętych walk z nacierającymi wojskami rosyjskimi. W 1833 na placu znajdującym się przy rogatkach stracono Artura Zawiszę.
Okolice rogatek zmieniły charakter wraz z wytyczeniem kolei Warszawsko-Wiedeńskiej, która odcięła od nich Wolę i stworzyła wyłom w wałach Lubomirskiego. W ostatnich dekadach XIX wieku rozpoczęła się rozbudowa Warszawy na terenie późniejszej Ochoty, ale do lat 20. XX w. oprócz rogatek przy placu stała jedynie jedna kamienica. Następnie zaczęto go intensywniej zabudowywać, co zaskutkowało zmianą kształtu z kolistego na trójkątny.
Pawilony rogatkowe zostały rozebrane na polecenie Niemców w czasie okupacji. Uzasadniono to koniecznością wprowadzenia usprawnień komunikacyjnych (miały zasłaniać pole widzenia kierowcom i policjantom regulującym ruch uliczny oraz utrudniać tranzyt drogowy na front wschodni). Prace rozbiórkowe rozpoczęły się w kwietniu 1942 i trwały trzy tygodnie. Przystanek tramwajowy w kierunku śródmieścia, który znajdował się na wysepce przy jednym z pawilonów, został przesunięty na róg placu Zawiszy i ul. Grójeckiej.